# Санта-Маринелла
Санта-Маринелла (итал. Santa Marinella) — коммуна в Италии, располагается в регионе Лацио, подчиняется административному центру Рим.
Население составляет 16 727 человек (на 2005 г.), плотность населения составляет 341 чел./км². Занимает площадь 49 км². Почтовый индекс — 058. Телефонный код — 0766.
Покровителем населённого пункта считается Иосиф Обручник. Праздник ежегодно празднуется 19 марта.